# Becerril de la Sierra
Pour les articles homonymes, voir Becerril (homonymie).
Becerril de la Sierra est une commune de la communauté de Madrid, en Espagne.